# Эпсилон-энтропия
Эпсилон-энтропия или ε-энтропия — термин, введённый А. Н. Колмогоровым для характеристики классов функций. Он определяет меру сложности функции, минимальное количество знаков, необходимое для задания функции с точностью {\displaystyle \varepsilon }.

## Введение в понятие
Рассмотрим компактное метрическое пространство {\displaystyle M} и зададим в нём эпсилон-сеть, то есть такое конечное (состоящее из {\displaystyle N(\varepsilon )} точек) множество, что шары радиуса {\displaystyle \varepsilon } с центрами в этих точках целиком покрывают всё {\displaystyle M}. Тогда для задания любого элемента {\displaystyle M} с точностью {\displaystyle \varepsilon } (то есть, по сути, выбора одного из узлов сети) достаточно порядка {\displaystyle \log _{2}N(\varepsilon )} знаков (бит).
Для отрезка {\displaystyle M=[0,\;1]} величина {\displaystyle N} растёт при уменьшении {\displaystyle \varepsilon } как {\displaystyle 1/\varepsilon }, для квадрата как {\displaystyle 1/{\varepsilon ^{2}}} и т. д. Тем самым показатель определяет размерность Минковского множества {\displaystyle M}.
В случае пространства {\displaystyle M} гладких функций (на компактном кубе в {\displaystyle n}-мерном пространстве и с ограниченными константой производными до порядка {\displaystyle p}, чтобы это пространство было компактным) размерность пространства бесконечна, но число {\displaystyle N(\varepsilon )} элементов сети конечно, хотя оно и растёт быстрее любой (отрицательной) степени величины {\displaystyle \varepsilon }.
Колмогоров доказал, что логарифм числа {\displaystyle N(\varepsilon )} точек минимальной {\displaystyle \varepsilon }-сети растёт в этом случае как {\displaystyle (1/\varepsilon )^{n/p}}.

## Применение
Введение понятия эпсилон-энтропии позволило понять и решить 13-ю проблему Гильберта.
Если бы функции {\displaystyle k} переменных, участвующие в суперпозиции, имели гладкость {\displaystyle p}, то с их помощью можно было бы получить для представляемых функций сеть, логарифм числа точек которой был бы порядка {\displaystyle (1/\varepsilon )^{k/p}}. Если это число меньше минимально возможного для функций {\displaystyle n} переменных гладкости {\displaystyle p}, то, значит, предполагавшееся представление суперпозициями функций столь большой гладкости невозможно.
Потом Колмогоров показал, что если отказаться от гладкости и допускать к участию в суперпозиции все непрерывные функции, то любая непрерывная функция от {\displaystyle n} переменных представляется суперпозицией непрерывных функций от всего трёх переменных, а после этого его студент, В. И. Арнольд представил их и суперпозициями непрерывных функций двух переменных. В итоге теорема Колмогорова содержала единственную функцию двух переменных — сумму, а все остальные непрерывные функции, из которых составляется представляющая все непрерывные функции от {\displaystyle n} переменных суперпозиция, зависят каждая лишь от одной переменной.